# Xã Crawford, Quận Wyandot, Ohio
Xã Crawford (tiếng Anh: Crawford Township) là một xã thuộc quận Wyandot, tiểu bang Ohio, Hoa Kỳ. Năm 2010, dân số của xã này là 4.789 người.